# 李建復
李建复（1959年10月24日—），台湾男歌手，擅長演繹校園民歌。曾任中華音樂人交流協會會長及臺北流行音樂中心董事。

## 生平
1978年2月12日，李建復參加中視《六燈獎》的歌唱項目，共計衛冕兩次，未獲得最高榮譽「三段優勝」。
李建復高中時就讀光仁中學，大學就讀淡江大學，1978年參加第二屆金韻獎獲選優勝，翌年以《金韻獎3》合輯中收錄的單曲《歸》成為出道曲。另外如《歸去來兮》、《忘川》等曲目均相當著名，而《龍的傳人》則成為使他聲名大噪的代表作。
1980年李建復与蔡琴、苏来、李壽全、許乃勝、靳鐵章等人共同发起天水乐集，后因1981年李建復服兵役而离开乐界。李建復在軍中原先為陸軍步兵學校軍官，後來被國防部總政治作戰部拉去藝工隊，於藝工隊時期結識了未來的妻子譚榮萱。
1984年李建復前往美國匹茲堡大學就讀商學院研究所，出國前曾在資策會寫過COBOL程式設計，MBA畢業後直接就职于安德森顾问公司，之後回台在台北之音做主持五年。1996年姜豐年邀請李建復到新浪。1996年4月27日，真相新聞網宣布，李建復將於該年5月1日就任真相新聞網新聞節目《18新聞動心時間》主播。
李建復過去是新黨的支持者，與該黨的相關的兩首歌《大地一聲雷》和《小雨滴》都是他主唱。
1998年，楊致遠邀請李建復到雅虎任職，擔任雅虎台湾总经理，後升任雅虎北亚区企业服务副总裁。2003年，李建復自雅虎辞职，帶著全家移民加拿大溫哥華三年。
2006年，李建復創辦上海聲朗信息科技，擔任執行董事，經營有聲出版事業，讓人們透過電腦、手機在網路上聽廣播。李建復表示：「我當時覺得，視頻可以上傳到YouTube，那麼聲音為什麼沒有可以上傳的平臺？」隨後，在2014年，愛播聽書Pro有聲書APP誕生。
2012年7月4日，李建復在Legacy Taipei舉辦首場個人演唱會，其表姪歌手王力宏神秘現身與其合唱〈唯一〉。2013年12月，李建復發行新專輯《轉眼一瞬間》。
2015年，李建復擔任「民歌40」演唱會的召集人。2015年6月1日，李建復接受中時電子報〈民歌40 聽李建復〉系列專訪。2016年兩岸合拍紀錄片《兩岸文化大探索》，李建復擔任旁白、片尾曲〈天水流長〉主唱。

## 音樂作品

### 合輯收錄單曲
- 《歸》（金韻獎3）
- 《老歌手》（金韻獎7）
- 《旅星》（金韻獎7）

### 專輯
- 《龍的傳人》（1980）
- 《柴拉可汗》（1981，天水樂集作品）
- 《蔡琴、李建復聯合專輯》（1981，天水樂集作品）
- 《夸父追日》（1984）
- 《旅夢系列之一：牧歌》（1995）
- 《轉眼一瞬間》（2013）

## 家族
外祖父許鳳藻，中華民國海軍少將，曾任中國國民黨地方黨部主委。
- 父親李模（1922年—2000年）[13]，台灣推事（法官）、知名律師，曾任蔣經國政府時代教育部常務次長、經濟部政務次長，李登輝政府时期郝柏村内阁政务委员。“財團法人李模務實法學基金會”創辦人[14]。
- 母親許婉清，為台灣「務實法律事務所」主持律師。
- 舅父許倬雲為歷史學家、中央研究院院士。
- 表侄王力宏為臺灣著名歌手，乃李建復表哥王大中次子。

## 外部連結
- 台灣演義：李建復（民視新聞台，2012年10月14日播出） （页面存档备份，存于）
- 李建復的歷年專輯與介紹- KKBOX （页面存档备份，存于）